# 外垵餌砲
外垵餌砲，又稱西埔假砲，是位於澎湖西嶼外垵村西側西埔頂的一座軍事遺跡，於2003年12月11日登錄為澎湖縣歷史建築。

## 歷史
外垵餌砲與同期的猪母水餌砲（五德餌砲）是由澎湖島要塞司令部所興建，起源則原自於日本於1922年（大正11年）簽訂《华盛顿海军条约》限制海軍軍備的條約。後，由於條約第19條限制美、英、日三國在太平洋地區的海軍基地和要塞必須維持現狀，造成當時仍在施工中的外垵社砲臺、猪母水社砲臺被迫停工。
為了重新研擬「要塞再整理案」，澎湖島要塞司令官島内國彦少将便在時任陸軍大臣山梨半造許可之下，祕密在西嶼工事原址分別興建兩座擬裝砲塔，、等待日後重新部署真砲塔建築工事的設施，擬裝砲塔的主要目的為以假亂真，為了避免間諜侵入，在工程管控和國際公開場合都須以真正的砲臺工程來稱呼，規範外界只可遠距離視察拍照或用望遠鏡觀測，至於猪母水餌砲由於位在道路旁邊，旁邊便不必設置遮蔽物，好讓來往馬公港船艦上的人員用肉眼就能遠遠瞥見砲台，周邊工事補修的費用為當年度預算日幣六百円。，而日軍於1941年二次大戰期間興建的防空誘餌說法也純屬誤解，並未有具體資訊指出二戰期間日軍於西嶼地區的增築工事興建防空誘餌的相關文獻資料存在。
2003年12月11日，外垵餌砲登錄為澎湖縣歷史建築，當前則作為觀光景點開放民眾觀賞，五德餌砲因由於仍屬國軍管轄，無法依據文資法進行審查，至今仍未列入歷史建築。

## 設施
外垵餌砲為水泥所製的八邊體砲塔，並為雙砲管組合，興建時則向地下挖掘約3公尺深度，並將挖掘土石置於四周形成土垣。東側則一壕溝可聯繫其他周圍設施，其砲塔寬度為5.35公尺，砲管長度為6.13公尺，砲管間距則為3.16公尺。

## 外部連結
- 外垵餌砲 - 澎湖知識服務平台 （页面存档备份，存于）
- 外垵餌砲-文化部iCulture-文化空間 （页面存档备份，存于）